# Narcís Serra

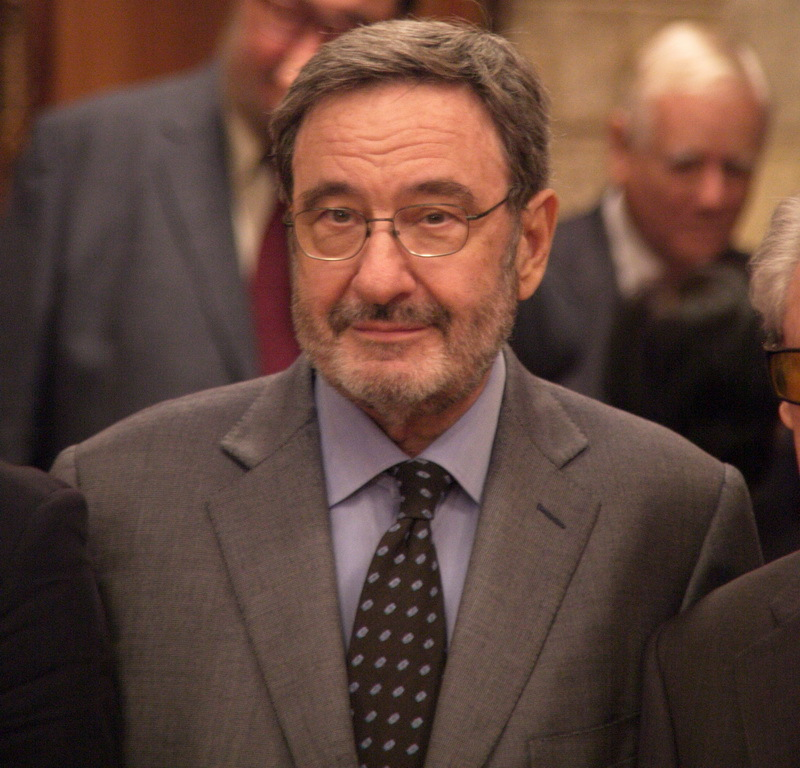
Narcís Serra (2015)

Narcís Serra i Serra (Alternativname: Narcís Serra Serra; * 30. Mai 1943 in Barcelona) ist ein spanischer Wirtschaftswissenschaftler, Hochschullehrer und Politiker des Partit dels Socialistes de Catalunya (PSC), der katalanischen Schwesterpartei der sozialdemokratischen Partei PSOE. Serra war unter anderem zwischen 1979 und 1982 Bürgermeister von Barcelona sowie von 1982 bis 1991 Verteidigungsminister. Er war ferner zwischen 1980 und 1994 Mitglied des Congreso de los Diputados, des Unterhauses der Cortes Generales, sowie von 1991 bis 1995 Vize-Ministerpräsident.

## Leben

### Hochschullehrer, Regionalminister in Katalonien und Bürgermeister von Madrid
Narcís Serra i Serra begann nach dem Besuch der Grundschule Escuela Pía Balmes und der weiterführenden Schule Colegio de los Padres Escolapios in Barcelona ein Studium der Wirtschaftswissenschaften an der Universität Barcelona, welches er 1965 beendete. Er war von 1965 bis 1970 Direktor der Statistikabteilung der Handelskammer von Barcelona und übernahm zudem 1966 eine Assistenzprofessur an der Fakultät für Wirtschaftswissenschaften der Autonomen Universität Barcelona (UAB), von der er 1967 wegen seiner politischen Aktivitäten ausgeschlossen wurde. Er absolvierte zwischen 1970 und 1972 zudem ein postgraduales Studium im Bereich Monetäre Ökonomie an der London School of Economics (LSE). Nach seiner Rückkehr nach Spanien gründete er zusammen mit Miquel Roca ein Studienbüro, das sie bis 1979 unterhielten, und schloss 1974 an der Autonomen Universität Barcelona des Weiteren seine Promotion zum Doktor der Wirtschaftswissenschaften mit der Dissertation „Nivel de actividad y creación de dinero en España, 1962–1970“ ab, in der er sich mit dem Niveau der Aktivität und Geldschöpfung in Spanien in den Jahren von 1962 bis 1970 befasste. Im Anschluss übernahm er eine ordentliche Professur für Wirtschaftswissenschaften an der Autonomen Universität Barcelona und lehrte zugleich im Sommersemester zwischen April und Oktober 1974 als außerordentlicher Professor für Wirtschaftstheorie an der Universität Sevilla. Er begann seine politische Tätigkeit an der Autonomen Universität Barcelona, wo er Mitglied der Bewegung „Februar 62“ war, die mit der Katalanische Arbeiterfront FOC (Front Obrer de Catalunya), dem katalanischen Zweig der im Volksmund „Felipe“ genannten Volksbefreiungsfront FLP (Frente de Liberación Popular) verbunden war.
1974 trat Serra der Sozialistischen Konvergenz Kataloniens CSC (Convergència Socialista de Catalunya) bei, die 1976 in Sozialistische Partei Kataloniens – Kongress (Partit Socialista de Catalunya-Congrés) umbenannt wurde und schließlich im Juli 1976 mit der PSC – Umgruppierung (Partit Socialista de Catalunya-Reagrupament) und der katalanischen Föderation der PSOE fusionierte, um die PSC-PSOE zu bilden. Er fungierte zwischen dem 5. Dezember 1977 und dem 22. März 1979 als Minister für Territorialpolitik und öffentliche Arbeiten in der Regierung des Vorsitzenden der Generalität von Katalonien (Generalitat de Catalunya), Josep Tarradellas. Bei den ersten Kommunalwahlen der Demokratie im April 1979 wurde er als Nachfolger von Manuel Font-Altaba zum Bürgermeister von Barcelona gewählt und blieb bis Dezember 1982 im Amt, woraufhin Pasqual Maragall ihn ablöste.

### Verteidigungsminister, Abgeordneter und Vize-Ministerpräsident

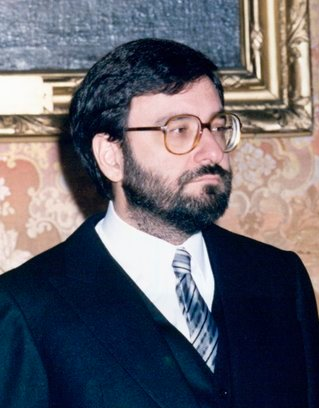
Narcís Serra (1989)

Nach dem Sieg der Spanischen Sozialistischen Arbeiterpartei PSOE bei der Parlamentswahl am 28. Oktober 1982 wurde Narcís Serra am 3. Dezember 1982 als Verteidigungsminister in das Kabinett González I (Ministro de Defensa) berufen. Er bekleidete das Amt des Verteidigungsminister nach den Siegen des PSOE bei den darauf folgenden Wahlen auch im darauf folgenden zweiten Kabinett (25. Juli 1986 bis 6. Dezember 1989) und im dritten Kabinett González vom 6. Dezember 1989 bis zum 11. März 1991, woraufhin Julián García Vargas am 13. März 1991 dieses Amt übernahm. Für seine Verdienste wurde ihm 1984 das Großkreuz des Orden des Infanten Dom Henrique verliehen.
Bei der Parlamentswahl am 22. Juni 1986 wurde Serra für den  Partido Socialista Obrero Español (PSOE) erstmals Mitglied des Abgeordnetenhauses (Congreso de los Diputados), des Unterhauses des Parlaments (Cortes Generales), und vertrat in diesem bis zum 15. Januar 2004 den Wahlkreis Barcelona. Während seiner Parlamentszugehörigkeit war er Mitglied und stellvertretendes Mitglied verschiedener Ausschüsse.
Im Zuge der Kabinettsumbildung am 13. März 1991 übernahm er selbst wiederum von Alfonso Guerra im dritten Kabinett González das Amt als Vize-Ministerpräsident (Vicepresidente del Gobierno) und bekleidete dieses vom 14. Juli 1993 bis zum 28. Juni 1995 auch im Kabinett González IV. Daneben war er von März 1994 bis Juli 2000 Mitglied des Bundesausschusses der PSOE und Sekretär für Territorialmaßnahmen ihrer Exekutivkommission. Als Nachfolger von Raimon Obiols wurde er des Weiteren 1996 Erster Sekretär der PSC-PSOE und hatte diese Funktion bis zu seiner Ablösung durch José Montilla 2000 inne. 1996 erhielt er das Großkreuz des Militärverdienstkreuzes von Spanien.

### Oppositionsjahre, Rückzug aus der Politik und spätere Funktionen
Bei der Parlamentswahl am 3. März 1996 verlor der PSOE die Mehrheit im Parlament und damit die Regierungsverantwortung, so dass die Partei in die Opposition musste. In der sechsten Legislaturperiode übernahm Narcís Serra daraufhin vom 16. Mai 1996 bis zum 18. Januar 2000 das Amt als Vorsitzender des Haushaltsausschusses (Comisión de Presupuestos) sowie in der siebten Legislaturperiode zwischen dem 10. Mai 2000 und dem 20. Januar 2004 als Vorsitzender des Ausschusses für öffentlichen Verwaltung (Comisión de Régimen de las Administraciones Públicas). 1999 wurde er auch mit dem Großkreuz des Seeverdienstkreuzes von Spanien geehrt.
Nach seinem Ausscheiden aus der aktiven Politik wechselte Serra als Direktor von Telefónica Internacional und Telecomunicaciones de Sao Paulo in Brasilien und Vizepräsident von Telefónica Chile zu privaten Unternehmen. 2005 wurde er zum Präsidenten des Banco-Bilbao-Vizcaya-Argentaria-Tochterunternehmens CatalunyaCaixa ernannt, deren Leitung er bis 2010 innehatte, und war außerdem von April 2008 bis Dezember 2011 Mitglied des Vorstands von Gas Natural. Er war außerdem Präsident der Barcelona Centre for International Affairs-Stiftung (CIDOB), des Kuratoriums des Nationalmuseums für Kunst Kataloniens (Museu Nacional d’Art de Catalunya) sowie Präsident und Professor des Institut Barcelona d’Estudis Internacionals (IBEI). 2006 wurde ihm das Creu de Sant Jordi verliehen, die höchste Auszeichnung der Generalitat de Catalunya für Personen, die sich um die katalanische Sprache oder Kultur verdient gemacht haben. Im September 2013 wurde er von der Antikorruptionsstaatsanwaltschaft Barcelona wegen Unregelmäßigkeiten in seinem Handeln als Präsident der CaixaCataluña wegen seiner Geschäftsführung an deren Spitze wegen „Anhäufung von vergifteten Immobilien“ („acumulación de tóxicos inmobiliario“) innerhalb der Immobilienblase angeklagt, die die Krise 2008 ausgelöst hatte, und für die vom Vorstand während dieser Krise vereinnahmten Boni. Im Februar 2019 wurde er vom Vorwurf des Sammelns von Prämien freigesprochen.

## Veröffentlichungen
- La indústria a Catalunya, Mitautoren Antoni Flós, Carles A. Gasóliba, Caixa d’Estalvis i Mont de Pietat de Barcelona, 1978
- Organización territorial del estado, Ediciones Universidad de Salamanca, 1993
- Bases para un control civil democrático de la Fuerza Armada en el Perú, Mitautoren Ciro Alegría, Ana María Tamayo Flores, Instituto de Defensa Legal, Lima 2003
- Guerra y paz en el siglo XXI, Mitautor Manuel Castells, Tusquets, Barcelona 2003
- Europa en construcción, Mitautoren Giuliano Amato, Manuel Castells, Fundació CIDOB, Barcelona 2004
- La transición militar, Debate, Madrid 2008
- Reformas para la cohesión social en América latina, Mitautorin Alicia Bárcena, Fundació CIDOB, Barcelona 2009
- Clases medias y desarrollo en América Latina, Mitautorin Alicia Bárcena, Fundació CIDOB, Barcelona 2010
- Educación, desarrollo y ciudadanía en América Latina, Mitautorin Alicia Bárcena, Fundació CIDOB, Barcelona 2011
- Reforma fiscal en América Latina, Mitautorin Alicia Bárcena, Fundació CIDOB, Barcelona 2012

in englischer Sprache
- Spain beyond myths, Mitautoren Carlos Alonso Zaldívar, Manuel Castells, Alianza Editorial, Madrid 1992
- The Washington Consensus reconsidered, Mitautor Joseph E. Stieglitz,  Oxford University Press, 2008
- The military transition, Mitautor Peter R. Bush, Cambridge University Press, New York 2010
- National, European and human security, Mitautoren Mary Martin, Mary Kaldor, Mary, Routledge, London 2013